# راضي العتيبي
راضي مشعل العتيبي (بالإنجليزية:  Radhi Meshal Al-Otaibi)‏؛ مواليد 17 مايو 1999 في السعودية، هو لاعب كرة قدم سعودي يلعب في نادي الأتفاق .

## مسيرة اللاعب
لعب في نادي الوحدة ونادي أحد ونادي الحزم ونادي القادسية.

## روابط خارجية
- راضي العتيبي على موقع قاعدة بيانات كرة القدم.إي يو (الإنجليزية)
- راضي العتيبي على موقع Soccerway.com (الإنجليزية)